# Lophiocharon lithinostomus
Lophiocharon lithinostomus is een straalvinnige vissensoort uit de familie van voelsprietvissen (Antennariidae). De wetenschappelijke naam van de soort is voor het eerst geldig gepubliceerd in 1908 door Jordan & Richardson.